# Gualtiero Sigismondi
Gualtiero Sigismondi (* 25. února 1961, Bastia Umbra) je italský římskokatolický duchovní a biskup Orvieta-Todi.

## Život
Narodil se 25. února 1961 v Bastia Umbra.
Vstoupil do Papežského regionálního semináře v Assisi. Následně pobýval v Papežském lombardském semináři v Římě, kde se věnoval studiu teologie na Papežské univerzitě Gregoriana. Dne 29. června 1986 byl biskupem Cesarem Paganim vysvěcen na kněze a inkardinován do arcidiecéze Perugia. Působil ve farnosti v Ripě. Roku 1993 se stal vice-rektorem semináře v Assisi a následující rok spirituálem Teologického institutu v Assisi, kde také vyučoval.
Roku 2005 byl ustanoven generálním vikářem arcidiecéze Perugia-Città della Pieve. Dne 3. července 2008 jej papež Benedikt XVI. jmenoval biskupem Foligna. Biskupské svěcení přijal 12. září z rukou arcibiskupa Giuseppe Chiarettiho a spolusvětiteli byli arcibiskup Giuseppe Betori a biskup Arduino Bertoldo.
Dne 7. března 2020 byl papežem Františkem ustanoven biskupem Orvieta-Todi.